# Sphiggurus vestitus
Sphiggurus vestitus é uma espécie de roedor da família Erethizontidae. É endêmica da Colômbia, onde é encontrada em apenas duas localidades próximas a Bogotá.